# Dragon Ball Z: Battle of Gods
Dragon Ball Z: Battle of Gods (яп. ドラゴンボールZ 神と神, Doragon Bōru Zetto Kami to Kami, укр. Dragon Ball Z: Битва Богів) — японський анімаційний науково-фантастичний фільм про бойові мистецтва 2013 року. Це вісімнадцятий повнометражний анімаційний фільм, заснований на манзі Dragon Ball 1984-95 років, чотирнадцятий, що вийшов під брендом Dragon Ball Z, і перший фільм франшизи під особистим наглядом творця серіалу Акіри Торіями. Це перший анімаційний фільм про Dragon Ball за 17 років, який вийшов у кінотеатральний прокат (останнім був «Dragon Ball: The Path to Power» 1996 року), і перший, у якому були використані цифрові чорнило та фарби. На відміну від попередніх театральних релізів Dragon Ball, це був повнометражний фільм з окремим релізом, а не показ в рамках нині припиненого фестивалю Toei Anime Fair (колишній Toei Manga Matsuri). На момент виходу Battle of Gods був першим фільмом, який вважався офіційною частиною сюжетної лінії Dragon Ball, оскільки його дія розгорталася під час часового стрибка в 517-му розділі оригінальної манги. За сюжетом, Бог Руйнування Бірус дізнається про поразку галактичного володаря Фрізи від Гоку. У пошуках супротивника, гідного його сили, Бірус разом зі своїм супутником Вісом вирушає до Північної Галактики, щоб викликати Гоку на бій.
Фільм вийшов у Японії 30 березня 2013 року компаніями Toei та 20th Century Fox Japan. Це перший японський фільм в історії, який був показаний в цифрових кінотеатрах IMAX. Був випущений на DVD та Blu-ray 13 вересня 2013 року.  
Продовження під назвою Dragon Ball Z: Resurrection 'F' було випущено в Японії у квітні 2015 року. Обидва фільми згодом були адаптовані до першої та другої сюжетних арок Dragon Ball Super, які розширюють сюжет обох фільмів. 

## Сюжет
Бірус, Бог Руйнування, прокидається від тривалого сну, коли його будить помічник Віс. Переглядаючи поточний стан всесвіту, він з подивом дізнається, що Фріза був переможений саяном на ім'я Гоку. Він згадує, що тридцять дев'ять років тому Риба-Оракул передбачила, що перед Бірусом з'явиться могутній супротивник, якого називають Супер Сайян Богом. Заінтригований потенційним викликом, Бірус вистежує Гоку на планеті короля Кая. Гоку з радістю викликає Біруса на бій і, незважаючи на те, що його сила зросла до рівня Супер Саяна 3, зазнає поразки без особливих зусиль. Розчарований, Бірус вирушає на пошуки інших саянів.
На Землі святкування дня народження Бульми перериває приліт Біруса. Веджета, усвідомлюючи могутність бога руйнування, відкидає свою гордість, щоб заспокоїти Біруса, який разом з Вісом незабаром починає цікавитися земною кухнею. Поки триває вечірка, Банда Пілафа намагається (і зазнає невдачі) проникнути на вечірку, щоб викрасти магічні драгонболли, і випадково стріляє у Відель, влаштовуючи сцену. Поки Денде лікує її, він дізнається, що Відель вагітна від Гохана. Святкування продовжується, але невдовзі Біруса провокує Буу, який відмовляється ділитися пудингом.
Бірус нападає на Буу і вирішує знищити Землю, коли Андроїд 18, Тен Шинхан, Пікколо і Гохан намагаються битися з Бірусом, але всі вони швидко зазнають поразки. Веджета неохоче пробує свої сили в боротьбі з Бірусом, так само як і Готен та Транкс, які зливаються у Готенкса, але їх обох також перемагають. Бульма засмучується, що бійка зіпсувала їй вечірку, і сварить Біруса, а потім дає йому ляпаса. Коли Бірус б'є її по спині, Веджета, вже у формі Супер Саяну 2, впадає в напад люті і, незважаючи на те, що до цього часу найкраще бився з Бірусом, все одно зазнає поразки. Коли Бірус готується знищити планету, прибуває Гоку і просить у Біруса більше часу, щоб дізнатися про Супер Саяна Бога.
Використовуючи драгонболли, він викликає Шенрона, і вічний дракон розповідає, що їм потрібна сила шести чистосердечних саянів, щоб один із них досяг цієї форми. Завдяки своїй силі, Веджеті, Гохану, Транксу, Готену та ненародженій дитині Відель, які скеровують свою енергію разом, Гоку піднімається до рівня Супер Саяна Бога. Він протистоїть Бірусу, і вони вступають у напружену битву. Форма дає Гоку силу протистояти Бірусу, але він повертається до своєї звичайної форми Супер Саяна через очевидне обмеження у часі. Однак він набуває божественного почуття, що дозволяє йому зберегти частину сили в його боротьбі з Бірусом, який зрештою вирішує використати потужну енергетичну атаку, щоб справді випробувати Гоку.
Гоку намагається зупинити енергетичну сферу, але після того, як він оплакує можливу смерть своїх близьких, йому вдається поглинути атаку і на короткий час знову перетворитися на Супер Саяна Бога. Однак Гоку виснажений, і за пропозицією Біруса нарешті визнає свою поразку. Він визнає зусилля Гоку і розповідає, що той був другою найсильнішою людиною, з якою він коли-небудь бився, після Віса, який також є його майстром бойових мистецтв і навіть сильніший за нього. Гоку також дізнається, що існують інші всесвіти з іншими Богами Руйнування. Бірус вирішує пощадити Землю, зруйнувавши лише невеликий камінь (таким чином технічно дотримавши свого слова), і вони з Вісом прощаються, повертаючись до свого рідного світу.

## Виробництво
На початку липня 2012 року на офіційному веб-сайті Weekly Shonen Jump вже була відкрита тизерна сторінка із зворотним відліком до «сюрпризу» в суботу, 14 липня, у день виходу 33-го випуску того року. 14 липня в журналі та на веб-сайті, де Шенлонг то з'являється, то зникає, з'явилася незначна інформація про майбутній фільм: дата прем'єри, інформація про персонал та компанії, що беруть участь у виробництві (Fox International Productions Japan, Shueisha, Fuji TV, Toei Animation, Bandai, Bandai Namco Games і Bird Studio). Режисером фільму є Масахіро Хосода, який працював над кількома серіями Dragon Ball Z ще в 1992 році, сценарій написав Юсуке Ватанабе, який раніше вже писав адаптації манги (зокрема, фільми «Хлопців 20-го століття» та «Гантц»), а головним анімаційним режисером став Тадайосі Ямамуро, який працював над серіалом ще з часів аніме Dragon Ball.
Журнал і офіційний сайт також опублікували коментар Акіри Торіями про фільм. Творець серіалу Dragon Ball зазначає, що ця екранізація стане першим випадком, коли він так глибоко бере участь у створенні одного з фільмів, у цьому випадку вже на стадії написання сценарію. Торіяма також сказав, що фільм збереже атмосферу оригіналу, додавши невелику кількість сучасного колориту. Toei Animation опублікували заяву для преси 17 липня 2012 року, в якій говориться, що дія відбудеться «між анімаційними серіалами Z і GT, або, іншими словами, з пустого десятиліття між закінченням битви з Маджін Буу в главі 517 манги та главою 518» і назвавши це частиною «офіційної історії Dragon Ball».

## Сприйняття
На агрегаторі рецензій Rotten Tomatoes рейтинг схвалення фільму становить 88% на основі 8 відгуків із середньою оцінкою 6,5/10. Річард Айзенбайс, який писав для Kotaku, назвав фільм «чудовою ностальгійною подорожжю від початку до кінця»/ Він зазначив, що він був зосереджений на безтурботних моментах, але що «комедійні моменти були не тільки смішними, але й правдивими для серіалу, а сцени бійки були чудовими». Він особливо похвалив анімацію як найкращу з серії, завдяки технологічному прогресу з початку 1990-х років, і заявив, що родзинка фільму полягає в тому, як врешті-решт лиходій, безсумнівно, переміг Гоку в «повному перевертанні» стандартної формули DBZ». Метт Шлі з Otaku USA погодився, що це переважно комедійний фільм, який «більше нагадує оригінальний Dragon Ball, ніж Z». Він припускає, що насолода глядача від фільму залежить від того, чого вони очікують; «Якщо вам потрібна епічна історія Dragon Ball Z, гідна назви «Battle of Gods», цей фільм може вас розчарувати. Але якщо ви просто раді бачити, як ваші улюблені персонажі знову виконують кілька анімаційних трюків після всіх цих років, цей фільм, безперечно, вас порадує».
Лія Б. Джексон з IGN поставила англійському дубляжу фільму 7,5 з 10, високо оцінивши анімацію та бойові сцени, особливо фінальну битву. Вона була задоволена поверненням акторів озвучування Funimation, але розкритикувала фільм за відсутність знакових прийомів і занадто багато «філлеру». Терон Мартін з Anime News Network (ANN) похвалив фільм за його гумор, використання головних та другорядних персонажей, введення Біруса та Віса та загальну безтурботність і сюжет. Але також розкритикував фільм за його непослідовну анімацію, ненадихаючі бойові сцени та використання CGI, заявивши: «Зрештою, «Battle of Gods» — це фільм виключно для давніх шанувальників, оскільки в ньому забагато жартів, які зрозуміють лише ті люди, які вже добре знайомі з франшизою. Це не зіркове доповнення до франшизи, але воно варте уваги і принаймні помірно цікаве, за умови, що не очікуєш великого бойовика». Кайл Міллс з DVD Talk настійно рекомендував фільм, вихваляючи дубляж і ідеальний баланс елементів гумору з першого аніме Dragon Ball з елементами дії Dragon Ball Z. Він закінчив словами: «Dragon Ball Z: Battle of Gods — це неймовірно веселий фільм. Будь-який фанат франшизи Dragon Ball має подивитись.[...] [Цей] фільм, сповнений ностальгією, веселими персонажі, моментами, через які дійсно хочеться сміятися вголос і витончені сцени битви. Це фільм, який чудово демонструє, чому франшиза Dragon Ball має таку тривалу популярність».